# لاوديا سينثيا بيلا
لاوديا سينثيا بيلا (بالإندونيسية: Laudya Cynthia Bella)‏ هي ممثلة، عارضة، ومغنية إندونيسية من أصل سوندانيس والمينانغكابو.

## روابط خارجية
- لاوديا سينثيا بيلا على موقع IMDb (الإنجليزية)
- لاوديا سينثيا بيلا على موقع ميوزك برينز (الإنجليزية)
- لاوديا سينثيا بيلا على موقع قاعدة بيانات الفيلم (الإنجليزية)